# Daniel Carter
Daniel William "Dan" Carter (Leeston, 5 de març de 1982) és un jugador de rugbi neozelandès. Juga com a mig d'obertura. Internacional amb els All Blacks des de 2003, és considerat com el millor mig d'obertura de la història de la selecció neozelandesa. Ha estat escollit el 2004 i 2005 l'home més sexi de Nova Zelanda.
Carter es va retirar del rugbi professional el 20 de febrer de 2021 després d'un anunci publicat en les seves xarxes sociales.

## Biografia
Daniel Carter juga els seus primers partits com a professional amb l'equip provincial dels Canterbury Crusaders en el campionat neozelandès el 2002. El 2003, participa amb la franquícia dels Canterbury Crusaders per primer cop al Super 14. Juga a la posició de primer centre juntament amb Andrew Mehrtens, considerat com un dels millors mitjà d'obertura de l'equip nacional de Nova-Zelanda de rugbi en aquells temps. Ràpidament, l'alumne supera el professor, i Carter pren la plaça de Mehrtens com a obertura de l'equip el 2005. És jugant en aquesta posició quan guanya el Súper 14 el 2005, i el Súper 14 (el Súper 12 ampliat a 2 noves franquícies) el 2006.
És seleccionat amb l'equip nacional per primera vegada el 2003. Participa en la Copa del Món de Rugbi de 2003 però en la posició de centre, ja que és Carlos Spencer el titular en l'obertura. Carter esdevindrà un membre realment important dels All Blacks durant la gira de tardor 2004 al Regne Unit i a França.
Per la temporada 2005 Carter esdevindrà un jugador de fama mundial. Es converteix en el mig d'obertura titular dels All Blacks i els Canterbury Crusaders. És sobretot el 2n partit de la gira dels Lleons 2005 on bat el rècord de punts marcats amb 33 punts (2 assajos, 5 penalitats i 4 transformacions), que Carter marca els esperits. No ha marcat de manera única el partit pel seu total de punts, sinó igualment per la seva influència sobre la part pel seu joc al peu i pel seu joc de penetració. El 2005, rep el títol jugador de l'any per l'associació internacional dels jugadors de rugbi i jugador Millor del Món IRB.
Considerat com el millor mig d'obertura del món des de 2005 (Alguns diuen d'ell que serà veritablement el millor número 10 de la història del rugby). Daniel Carter embogeix les estadístiques amb els punts que marca en cada partit. La seva ràtio de punts inscrita per partit és tan elevada que és susceptible, segons els especialistes, d'esborrar ràpidament el rècord dels punts inscrits en partit, pel seu excompany d'equip Andrew Mehrtens.
Presentat com l'estrella, amb Richie McCaw, de l'equip neozelandès susceptible de guanyar la Copa del Món de Rugbi de 2007 a França, Carter cristal·litza les esperances d'una nació que espera un segon títol des de 1987. No obstant això, el 2007, la seva influència sobre el joc dels All Blacks és menys imponent, i Carter no té el mateix nivell que el 2005. Certes veus consideren fins i tot que el seu suplent Nick Evans hauria de ser titular.
L'any 2008, Carter fitxa per la USAP de Perpinyà. Tot i estar lesionat pràcticament tota la temporada, acabaria campió de lliga. En acabar la temporada, Carter tornaria a Nova Zelanda.
El 2015 és seleccionat per formar part de la selecció neozelandesa que participa en la Copa Mundial de Rugbi de 2015. Va formar part de l'equip que va guanyar la final davant Austràlia per 34-17, entrant en la història del rugbi en ser la primera selecció que guanya el títol de campió en dues edicions consecutives, i sent considerat el jugador del partit.

## Estil de joc
Dan Carter és un mig d'obertura molt complet, conegut tant per a la qualitat del seu joc al peu, que pel seu joc a mà. Esquerrà, no té res a envejar a les capacitats de golejador del seu predecessor Andrew Mehrtens. La seva taxa d'èxit a aquest exercici el situa com un dels millors especialistes mundials com l'anglès Jonny Wilkinson i el sud-africà Percy Montgomery, tots dos esquerrans. Format com a primer centre, Carter posseeix també una excel·lent capacitat de penetració, deguda entre altres coses, a la seva plantilla poderosa i la seva velocitat de carrera. Àgil i viu, és molt difícil d'agafar i és el que explica que maque assajos sovint.
Totes aquestes particularitats han fet de Carter el prototip mateix del mig d'obertura complet.

### Clubs
- Canterbury Crusaders

## Palmarès

### En club
- 58 partits de Súper 12/14 amb els Crusaders (2003-2007)
- 766 punts en Súper 12/14 : 20 proves, 129 transformacions, 132 penalitats, 4 drops (mitjana millor amb 13,21 punts/partit)
- Vencedor del Súper 12/14 en 2005, 2006 i 2008
- Realitzador millor del Súper 14 el 2006 amb 221 punts (5 proves, 38 transformacions, 37 penalitats, 3 drops)
- Campió del Top 14 l'any 2009 amb l'Usap.

### En equip nacional
- Al 26 de juny de 2008 :
- 47 seleccions amb l'equip de Nova Zelanda
- 731 punts (15,55 punts/partit : mitjana millor per partit que Grant Fox i Andrew Mehrtens)
- 23 proves, 131 transformacions, 117 penalitats, 1 drop
- Seleccions per any : 8 el 2003, 9 el 2004, 7 el 2005, 11 el 2006, 9 el 2007.

Trinacions 2003, 2005, 2006, 2007
Quart de finalista de la copa del món 2007, 3r el 2003

### Personal
- Consagrat jugador Millor del Món IRB el 2005
- Seleccionat per a la Copa del Món 2003 i 2007
- Promès amb Honor Dillon, una jugadora d'hoquei herba des de 2004